# エコテロリズム
エコテロリズム（英: eco-terrorism）という用語は、次のように複数の異なった意味で用いられている。
- 環境に害を与えると看做される活動を妨げようとする意図で行われるサボタージュ（破壊活動）のこと[1]。環境を理由に行われるサボタージュ（破壊活動）のこと[2]。
- 政治的なテロリズムで、敵の自然環境に損害を与えることを意図するもの[1]。

アメリカ連邦捜査局のテロリスト分類では、エコテロリズムを行う者をエコテロリスト（英: eco-terrorist）と呼称している。

## 概要
冒頭で記述したように、辞書のウェブスターは「ecoterrorism」について、2つの異なった用法を挙げている。
またコンサイス百科事典でも同様に「ecoterrorism」という用語に関して、2つの異なった用法を挙げており、ひとつは「政府を脅すために環境を破壊したりあるいは破壊の脅威を与えること」という用法であり、もうひとつは「環境に害を与える活動をしているとされる企業や政府組織に対して加えられる犯罪行為」という用法である。
この用語が最初に用いられたのは1987年のことである。

## 活動・団体
「エコテロリズム」ないし「エコテロリスト」という用語の使用は、FBIの報告書で使用されたことに端を発する。
エコテロリズムは欧米の先進国で行われる事が多い。環境関連の自らの主義や主張を拡散させることを目的とした破壊活動を行い、過激行動を映像公開し、支持者から集めた多額の資金と潤沢な資金力を元手に活動内容を更にエスカレートさせていく。こちらの意味でのエコテロリズム・エコテロリストには、反捕鯨団体のシーシェパードなどが分類される。2022年頃から欧米では名画などへのエコテロリズムが連続多発している。テロへの同調放置は必ず次のテロを呼ぶために安易な同調者の放置をしないこと、エコテロリストらには言論で戦うように要求することが求められている。
エコテロリストとして国際的に著名な団体には動物解放戦線、地球解放戦線、ハンティンドンの動物虐待阻止、シーシェパードなどがあり、これらは地球環境保護や動物愛護などの目的を掲げてはいるが、実際には放火、爆破、破壊、略奪、脅迫、誘拐、傷害等のテロリズムに分類される活動を繰り返している。これらは大半の法治国家において犯罪行為に該当するそれら自らの行動について、確信犯的に全面的に正当化する主張を展開し、犯罪行為を行った場所の国家の法律の無視はもとより様々な常識的な社会通念・規範をも蔑ろにしている事も多い。環境保護や動物愛護を目的として掲げる組織とはいえ、国際的かつ大規模な環境保護団体であってもグリーンピースの様に組織の内部や周辺に目的達成のためのテロリズムを容認する急進的・過激な一派が存在していたり、意見表明と題して破壊、不退去罪などの違法行為を行っていたり、また多数の派閥勢力が存立して活発な活動を行っている場合、この種の問題を長年にわたって内包している事も見られる。さらに、組織内部で活動方針や主導権などを巡って派閥間抗争や内紛に発展している場合には、その活動方針を巡って武闘闘争を訴える派閥の構成員などが一種の内ゲバ行為を引き起こす場合もある。また個人や政治団体が利権を確保するために未成年を利用するエコテロリズムもある。
「エコテロリスト」という言葉の定義についてはしばしば論争の的となっているが、目的達成の為の暴力的な行為や破壊行為を実行する環境保護団体に対する呼称として用いられる事が多い。もっとも、この問題に関わる環境保護と動物愛護、動物福祉、動物の権利（アニマルライツ）の区別は特に日本においては成されておらず、その主張や団体の意義も混同され、根本的に理解されているとはいえない。事例としては2006年1月8日、南極海において捕鯨問題をめぐって対立している日本鯨類研究所とグリーンピースとの間での応酬があげられる。鯨類研究所の調査捕鯨の実施と、それに対するグリーンピースの抗議行動のさなかに発生した、調査捕鯨母船「日新丸」とグリーンピースのキャンペーン船「アークティック・サンライズ」の接触事故に関して、日本鯨類研究所側がグリーンピースを非難するプレスリリースの中でこの言葉を使っている。なお、この接触事故に関しては、双方共にビデオ・写真を公開して事件の説明をしているが、双方が「相手にぶつけられた」と主張しており、見解は対立している（日本鯨類研究所は、日新丸は他船に貨物を移し替える為停船していたと主張している）。2005年、アメリカ自由人権協会 (ACLU) が情報公開法に基づいて入手した米国連邦捜査局 (FBI) の資料から、FBIがACLUと並んでグリーンピースや動物の倫理的扱いを求める人々の会 (PETA) を監視対象にしていたことが分かり、ACLUは、通常の政治活動に携わっている人々にまで国内テロリズムの定義を拡大していると抗議した。2010年、アメリカ合衆国司法省は、2001年から2006年まで続いたFBIによるグリーンピースやPETAなどの環境保護団体メンバーの監視は正当ではなかったとする文書を公表し、FBIを批判した。
2010年2月にはシーシェパードが所有する抗議船「アディ・ギル」が南極海で調査捕鯨船「第2昭南丸」に接触し損壊、その後、別の抗議船による曳航中に沈没するという事件を起こした。だが、これはテレビ映えする刺激的な映像を収録し、国際世論からの同情を買うことを目的に、代表のポール・ワトソンの指示により曳航可能な「アディ・ギル」を南極海に故意に沈没させ放棄した、シーシェパードによる自作自演のパフォーマンスであったことが、同年10月にニュージーランドでラジオ番組に出演した当時の「アディ・ギル」船長のピーター・ベスーンにより暴露された。
また、過激な思想・手法を積極的に肯定している一部組織には、ロケット弾などの明らかに攻撃対象の殺傷・破壊を主目的とする軍事用の兵器を用いたり、戦闘目的の軍艦と同然の装甲を公然と施すなど、常識的な法治国家ならば所持・持込自体が違法行為とされるはずの高度な武装が用いている状況も見られ、この場合、シーシェパードが抗議船の根拠地としているオーストラリアのように当該組織のみならず組織の拠点や活動の出発地となっている国の政府・行政の対応が疑問視される事もある。
他方で、逆に環境保護・自然保護に不熱心・無理解であるとされる行政責任者・官僚や実業家を、「環境破壊者」「自然破壊者」であるとして批判者が非難をする場合のレトリックとしても使用されることが見られる。例えばオーストラリアの首相であったジョン・ハワードは京都議定書に署名しなかったことで「エコテロリスト」と呼ばれたことがある。また、国際連合事務総長のアントニオ・グテーレスは「気候活動家は過激派とされがちだが、真に危険な過激派は化石燃料の生産を増やす国々である」と述べている。